# Toloella
Toloella Chickering, 1946 è un genere di ragni appartenente alla famiglia Salticidae.

## Distribuzione
L'unica specie nota di questo genere è stata rinvenuta in alcune località di Panama.

## Tassonomia
A maggio 2010, si compone di una specie:
- Toloella eximia Chickering, 1946[2]  - Panamá